# HD138079
HD138079 — хімічно пекулярна зоря спектрального класу
B9 й має видиму зоряну величину в смузі V приблизно 10,6.

## Пекулярний хімічний склад
Зоряна атмосфера HD138079 має підвищений вміст 
Si
.